# Paul Tucker
Paul Tucker (Crystal Palace, Londres, Inglaterra, 12 de agosto de 1968) es un productor musical y compositor. Principalmente conocido por ser uno de los integrantes del dúo de R & B Lighthouse Family.
Estudió en la Universidad de Newcastle de donde se graduó con Double First Class Honours degree en francés y alemán.
En la actualidad, Tucker está con su nueva banda, The Orange Lights como pianista del grupo.